# 120 Grad
120 Grad es el segundo álbum del cantante alemán Peter Schilling, publicado por el sello discográfico Wea en 1984. Tendría su versión inglesa editado internacionalmente un año más tarde con el título de Things to Come. Era el intento por parte del cantante de repetir la fórmula que le llevó al éxito con su primer álbum, Fehler im System.
De 120 Grad se extraerían los sencillos «Terra Titanic» (n.º 26 en Alemania), «Hitze der Nacht» (n.º 46 en Alemania), y «Region 804».

## Lista de canciones
Cara 1
1. «Hitze der Nacht» (Armin Sabol/P. Schilling) — 5:16
2. «Hurricane» (P. Schilling) — 4:30
3. «Region 804» (P. Schilling) — 4:18
4. «Fünfte Dimension» (Armin Sabol/P. Schilling) — 5:11
5. «10.000 Punkte» (Armin Sabol/P. Schilling) — 3:16

Cara 2
1. «Einsam überleben» (Armin Sabol/Ulf Krüger) — 4:03
2. «Party im Vulkan» (P. Schilling) — 4:46
3. «Terra Titanic» (P. Schilling/Ulf Krüger) — 5:03
4. «120 Grad» (Armin Sabol/P. Schilling) — 4:40

### Things to Come(edición internacional)
Cara 1
1. «Chill of the Night» — 4:00
2. «City of the Night (Berlin)» — 5:03
3. «Lone Survivor» — 5:03
4. «The Hurricane (Hammers on the Shore)» — 4:38
5. «Where You Are I Am» — 4:40

Cara 2
1. «Things to Come» — 4:10
2. «Terra Titanic (Lost to the Sea)» — 3:58
3. «Zone 804» — 4:10
4. «10.000 Points» — 3:16

## Sencillos
Sencillos 7"
| Año  | Sencillo 7" (Lados A y B)               | Sello / Núm. cat. | Álbum          |
| ---- | --------------------------------------- | ----------------- | -------------- |
| 1984 | A: «Terra Titanic» / B: «10.000 Punkte» | Wea 249 415-7     | 120 Grad       |
| 1984 | A: «Terra Titanic» / B: «10.000 Points» | Wea 249 367-7     | Things to Come |
| 1984 | A: «Hitze der Nacht» / B: «120 Grad»    | Wea 249 276-7     | 120 Grad       |
| 1985 | A: «Region 804» / B: «Einsam überleben» | Wea 249 166-7     | 120 Grad       |

Sencillos 12"
| Año  | Sencillo 12" (Lados A y B)                             | Sello / Núm. cat. |
| ---- | ------------------------------------------------------ | ----------------- |
| 1984 | A: «Terra Titanic» (Long Version) / B: «10.000 Punkte» | Wea 249 415-0     |
| 1984 | A: «Hitze der Nacht» (Special Remix) / B: «120 Grad»   | Wea 249 276-0     |